# Hofmannaflöt
Hofmannaflöt är en slätt i republiken Island.   Den ligger i regionen Suðurland, i den sydvästra delen av landet, 50 km öster om huvudstaden Reykjavík.